# Filip David
Filip David (Kragujevac, 4. srpnja 1940. – Beograd, 14. travnja 2025.) bio je srbijanski književnik židovskog porijekla. Jedan je od osnivača Beogradskog kruga i veliki borac protiv velikosrpskog nacionalizma. Doživio je mnoga šikaniranja 90-ih godina od pripadnika Srpske radikalne stranke Vojislava Šešelja.

## Životopis
Filip David je rođen 1940. godine u Kragujevcu. Diplomirao je na beogradskom Filološkom fakultetu (Jugoslavenska i svjetska književnost) i na Akademiji za kazalište, film, radio i televiziju (skupina Dramaturgija). Književnik, dugogodišnji urednik Dramskog programa Televizije Beograd i profesor dramaturgije na Fakultetu dramskih umjetnosti u Beogradu. Jedan od osnivača Nezavisnih pisaca, udruge osnovane 1989. u Sarajevu koje je okupljalo najznačajnije književnik iz svih dijelova nekadašnje Jugoslavije, osnivač Beogradskog kruga (1990.), udruge neovisnih intelektualaca, Foruma pisaca i član međunarodne književne asocijacije Grupa 99 osnovane na Međunarodnom sajmu knjiga u Frankfurtu na Majni.
Napisao je više TV drama i filmskih scenarija. Knjige su mu prevedene na hrvatski, švedski, francuski, poljski, mađarski, talijanski, albanski, esperanto, makedonski, slovenski, a pripovijetke se nalaze u dvadesetak antologija.
Kao dramaturg, koscenarista ili scenarista radio je, između ostalog, i na filmovima: Okupacija u 26 slika, Pad Italije, Ko to tamo peva, Bure baruta, Poseban tretman, Paviljon 6, San zimske noći i Optimisti.
Potpisnik je Deklaracije o zajedničkom jeziku, u kojoj se tvrdi da se u Hrvatskoj, Bosni i Hercegovini, Srbiji i Crnoj Gori govore nacionalne standardne varijante zajedničkog policentričnog standardnog jezika.

## Djela

### Kratka proza
- Bunar u tamnoj šumi,
- Zapisi o stvarnom i nestvarnom
- Princ vatre
- Sabrane i nove priče

### Romani
- Hodočasnici neba i zemlje
- San o ljubavi i smrti
- Kuća sjećanja i zaborava

### Eseji
- Fragmenti iz mračnih vremena
- Jesmo li čudovišta
- Svjetovi u haosu
- Knjigu pisama 1992–1995 (zajedno s Mirkom Kovačem)

## Vanjske poveznice
- Filip David